# Libre Computer Project
Il Libre Computer Project è un progetto avviato da Shenzhen Libre Technology Co. Ltd.
L'obiettivo è quello di produrre computer a scheda singola (SBC - Single-board computer) e stack software upstream conformi agli standard per alimentarli.

## Hardware
Libre Computer Project utilizza il crowdfunding su Indiegogo e Kickstarter per commercializzare i loro progetti SBC.

### ROC-RK3328-CC (Renegade)
La piastra "Renegade" ROC-RK3328-CC è stata finanziata su Indiegogo  e presenta le seguenti specifiche:
- Rockchip RK3328 SoC
  - 4 ARM Cortex-A53 a 1,4 GHz 
    - Estensioni di crittografia

  - ARM 2G + 2P Mali-450 a 500 MHz 
    - OpenGL ES 1.1 / 2.0
    - OpenVG 1.1

  - Processore multimediale 
    - decoder 
      - VP9 P2 4K60
      - H.265 M10P @ L5.1 4K60
      - H.264 H10P @ L5.1 4K60
      - JPEG

    - encoder 
      - H.265 1080P30 o 2x H.264 720P30
      - H.264 1080P30 o 2x H.264 720P30
- SDRAM DDR4-2133 fino a 4 GB
- 2 USB 2.0 Tipo A
- 1 USB 3.0 Tipo A
- Gigabit Ethernet
- Jack AV TRRS da 3,5 mm
- HDMI 2.0
- MicroUSB Power In
- Slot per scheda MicroSD con supporto UHS
- Interfaccia eMMC con supporto 5.x.
- Ricevitore IR
- Pulsante U-Boot
- Connettore a bassa velocità a 40 pin (PWM, I2C, SPI, GPIO)
- ADC Header
- Power Enable / On Header

### AML-S905X-CC (Le potato)
La scheda "Le potato" di AML-S905X-CC è stata finanziata su Kickstarter il 24 luglio 2017  e presenta le seguenti specifiche:
- Amlogic S905X SoC 
  - 4 ARM Cortex-A53 a 1,512 GHz 
    - Estensione di crittografia

  - ARM 2G + 3P Mali-450 a 750 MHz 
    - OpenGL ES 1.1 / 2.0
    - OpenVG 1.1

  - Amlogic Video Engine 10 
    - decoder 
      - VP9 P2 4K60
      - H.265 MP10@L5.1 4K60
      - H.264 HP@L5.1 4K30
      - JPEG / MJPEG

    - encoder 
      - H.264 1080P60
      - JPEG
- SDRAM DDR3 fino a 2 GB
- 4 USB 2.0 Tipo A
- Fast Ethernet 100 Mb
- Jack AV TRRS da 3,5 mm
- HDMI 2.0
- MicroUSB Power In
- Slot per scheda MicroSD
- Interfaccia eMMC
- Ricevitore IR
- Pulsante U-Boot
- Connettore a bassa velocità a 40 pin (PWM, I2C, SPI, GPIO)
- Intestazioni audio (I2S, ADC, SPDIF)
- Intestazione UART

NOTA: GPIO Header Pin 11 o HDMI CEC selezionabile tramite jumper integrato. Non possono essere utilizzati contemporaneamente poiché condividono lo stesso pad.

### ALL-H3-CC (Tritium)
La piastra "Tritium" è stata finanziata su Kickstarter il 13 gennaio 2018  con le seguenti specifiche:
| Variante              | IoT ALL-H3-CC H2 + 512 MB | ALL-H3-CC H3 1GB | ALL-H3-CC H5 2GB |
| --------------------- | --- | --- | --- |
| processore            | 4 ARM Cortex-A7 | 4 ARM Cortex-A7 | 4 ARM Cortex-A53 Crypto |
| GPU                   | 1G + 2P ARM Mali-400 OpenGL ES 1.1 / 2.0 OpenVG 1.1                                                                                      | 1G + 2P ARM Mali-400 OpenGL ES 1.1 / 2.0 OpenVG 1.1                                                                                      | ARM 2G + 4P Mali-450 OpenGL ES 1.1 / 2.0 OpenVG 1.1                                                                                      |
| VPU                   | Allwinner Display Engine 2.0 decoder - VP8 1080P60 - H.265 4K30 / 1080P60 - H.264 1080P60 - JPEG / MJPEG 1080P30 encoder - H.264 1080P30 | Allwinner Display Engine 2.0 decoder - VP8 1080P60 - H.265 4K30 / 1080P60 - H.264 1080P60 - JPEG / MJPEG 1080P30 encoder - H.264 1080P30 | Allwinner Display Engine 2.0 decoder - VP8 1080P60 - H.265 4K30 / 1080P60 - H.264 1080P60 - JPEG / MJPEG 1080P30 encoder - H.264 1080P30 |
| RAM                   | DDR3-1600 da 512 MB (1333 MHz effettivi)                                                                                                 | DDR3-1600 da 1 GB (1333 MHz effettivi)                                                                                                   | DDR3-1600 da 2 GB (1333 MHz effettivi)                                                                                                   |
| USB                   | 4 USB 2.0 Tipo A | 4 USB 2.0 Tipo A | 4 USB 2.0 Tipo A |
| Rete                  | Ethernet veloce 100 Mb | Ethernet veloce 100 Mb | Ethernet veloce 100 Mb |
| Uscita video          | HDMI 1.4 (1080P) HDCP 1.2 Jack AV TRRS da 3,5 mm                                                                                         | HDMI 1.4 (1080P) HDCP 1.2 Jack AV TRRS da 3,5 mm                                                                                         | HDMI 1.4 (4K30) HDCP 1.2 Jack AV TRRS da 3,5 mm                                                                                          |
| Conservazione         | Slot per scheda MicroSD Interfaccia eMMC 4.x.                                                                                            | Slot per scheda MicroSD Interfaccia eMMC 4.x.                                                                                            | Slot per scheda MicroSD Interfaccia eMMC 4.x.                                                                                            |
| IR                    | Ricevere | Ricevere | Ricevere |
| Altro                 | Pulsante U-Boot Header UART a 40 pin a bassa velocità (PWM, I2C, SPI, GPIO)                                                              | Pulsante U-Boot Header UART a 40 pin a bassa velocità (PWM, I2C, SPI, GPIO)                                                              | Pulsante U-Boot Header UART a 40 pin a bassa velocità (PWM, I2C, SPI, GPIO)                                                              |
| Raccomandazione d'uso | Calcolo ottimizzato intensivo Applicazioni IoT Edge                                                                                      | Incentrato sui costi Open Embedded Piattaforma di sviluppo                                                                               | 64-bit avanzato Piattaforma di sviluppo                                                                                                  |

## Software

### Sistemi operativi supportati
| Nome           | Obiettivo            | Kernel  |
| -------------- | -------------------- | ------- |
| Ubuntu         | Desktop / Server     | Linux   |
| Armbian        | Desktop / Server     | Linux   |
| Kali Linux     | Test di penetrazione | Linux   |
| Volumio        | Web server audio     | Linux   |
| Retropie       | Gaming               | Linux   |
| Happi          | Gaming               | Linux   |
| androide       | Mobile / HTPC        | Linux   |
| LibreELEC      | HTPC                 | Linux   |
| Arch Linux     | Desktop / Server     | Linux   |
| Rune Audio     | Web server audio     | Linux   |
| Lakka          | Gaming               | Linux   |
| Fedora         | Desktop / Server     | Linux   |
| Void Linux     | Desktop / Server     | Linux   |
| NetBSD         | Desktop / Server     | BSD     |
| Genode         | OS Framework         | base-hw |
| Batocera Linux | Gaming               | Linux   |

## Open Source

### Software
Libre Computer è focalizzato sul supporto upstream nel software open source utilizzando interfacce API standardizzate. Ciò include Linux, u-boot, LibreELEC RetroArch e altro. Una varietà di sistemi operativi open source può essere utilizzata su schede Libre Computer, inclusi Linux e Android. Pochi o nessun BLOB binario sono usati per avviare e far funzionare le schede.

### Hardware
Schemi e serigrafia 2D sono disponibili per tutto l'hardware. I file di progettazione si basano su materiali non divulgativi dei fornitori di SoC. I file CAD non sono disponibili.